# Tofane
Le Tofane (Tofanen in tedesco e Ra Tofanes in ladino ampezzano) sono un massiccio montuoso della catena delle Dolomiti orientali (Dolomiti Ampezzane), a ovest di Cortina d'Ampezzo e a nord ovest di San Vito di Cadore, la cui vetta più alta si erge fino a 3244 m s.l.m.

## Descrizione

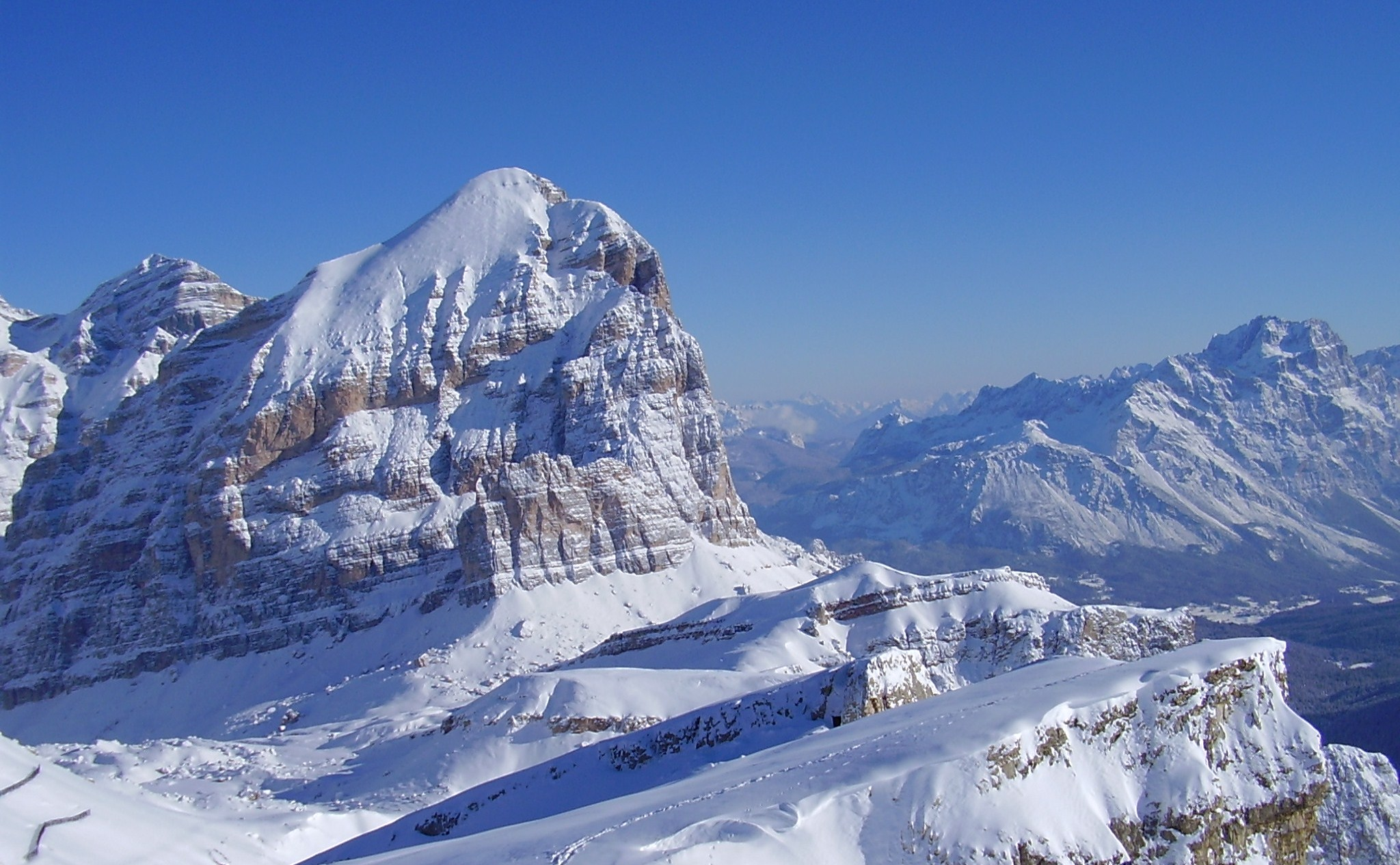
Tofana di Rozes dal Lagazuoi

Le Tofane sono forse il massiccio più maestoso tra tutte le montagne che si affacciano sulla conca ampezzana. Si estende sul versante occidentale della valle, tra il Passo Falzarego e la Val di Fanes, in direzione nord-sud, e conta tre vette principali, tutte con quota superiore ai 3.000 metri:
- la Tofana di Rozes (o di Roces), 3.225 m s.l.m., la più meridionale;
- la Tofana di Mezzo (o Seconda), 3.244 m s.l.m., la più elevata;
- la Tofana di Dentro (de Inze o Terza), 3.238 m s.l.m., la più settentrionale, collegata alla precedente da una cresta.

La Seconda e la Terza ospitavano un tempo piccoli ghiacciai, facenti parte del bacino del Piave; oggi tuttavia sono quasi completamente scomparsi, a causa del riscaldamento generale del clima alpino e della minore portata delle nevicate invernali.

### Territorio

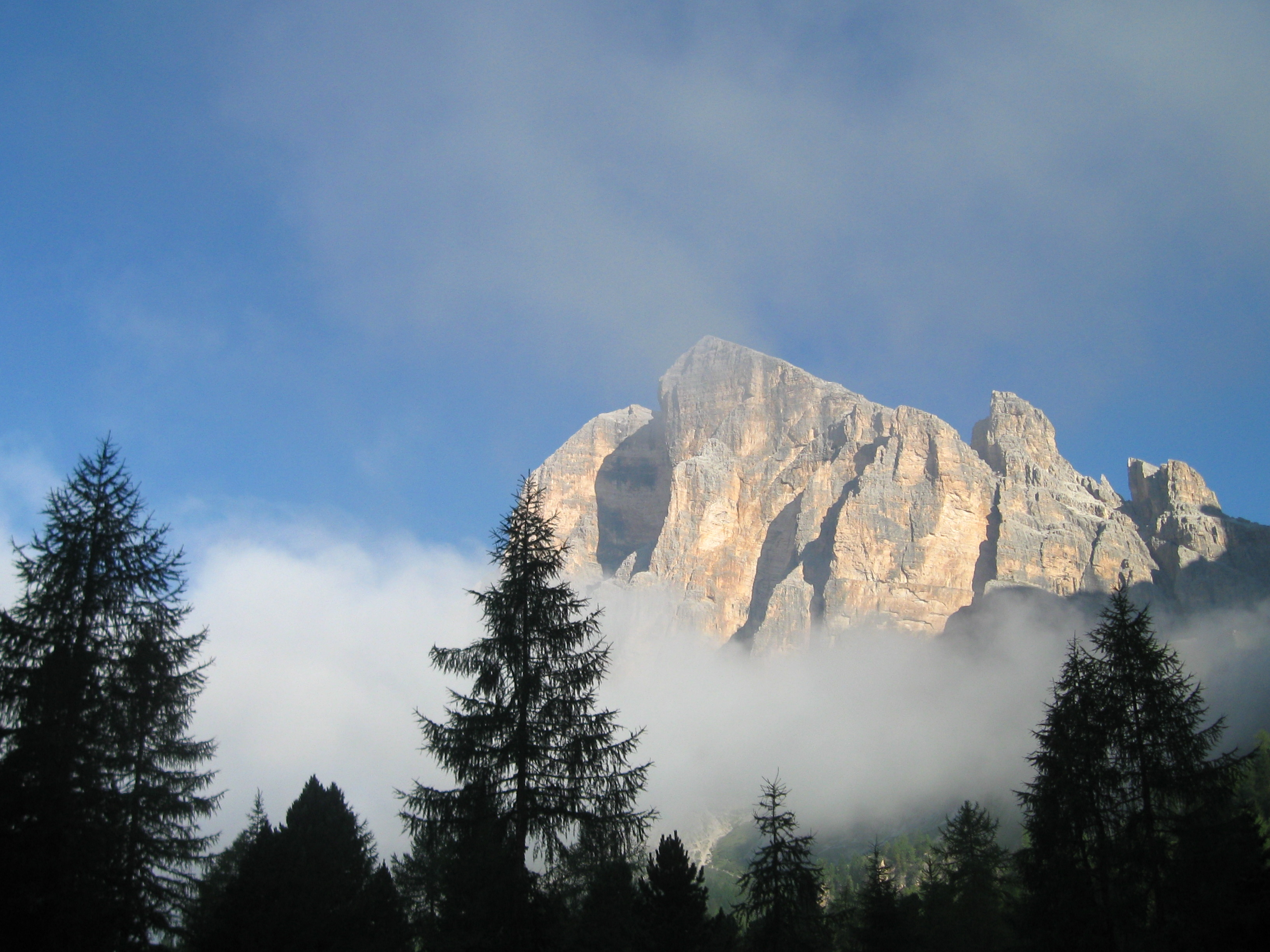
Tofana di Rozes.

Totalmente appartenenti alla Provincia di Belluno, le Tofane sono circondate da tre valli principali: la Val di Fanes a nord, la Conca ampezzana a est e la Val Travenanzes a ovest, mentre il limite più meridionale del massiccio è per così dire rappresentato dal Passo Falzarego (2.109 m s.l.m.), che mette in comunicazione l'Ampezzo con Livinallongo.
Le vie principali per l'accesso al massiccio sono rappresentate dalla SS 48 delle Dolomiti a sud, passante appunto per il Falzarego, e dalla SS 51 di Alemagna, che percorre la Val di Fanes e collega Cortina a Dobbiaco.
Costruita nella seconda metà del XX secolo e divisa in tre tronconi, la funivia Freccia nel Cielo è il più diretto mezzo di trasporto per raggiungere la cima della Tofana di Mezzo. La base (1.250 m s.l.m.), o prima stazione, si trova infatti nel pieno centro di Cortina, proprio davanti al famoso Stadio Olimpico del ghiaccio. La seconda stazione, a 1.778 m d'altitudine, è invece situata all'altezza del cosiddetto Col Drusciè, noto soprattutto per le due omonime piste da sci che da lì scendono verso il paese. Dalla terza stazione (2.472 m s.l.m.), chiamata Ra Vales (dal ladino, "le valli"), si può godere di un panorama della Conca e di tutti i monti circostanti, e ospita numerosi tracciati sciistici collegati alla Tofana di Rozes tramite la Forcella Rossa. Infine il capolinea, detto Cima Tofana, è situato sulla vetta più alta dell'intero massiccio, a 3.191 m s.l.m. Per ragioni di sicurezza, in inverno quest'ultima stazione è chiusa ai turisti e non raggiungibile tramite funivia.

## Attività turistiche
A seguito del boom turistico ampezzano, le Tofane sono diventate una delle maggiori attrazioni di tutte le Dolomiti, nonché uno dei più conosciuti simboli delle Alpi italiane. Per questo motivo, a partire dalla fine dell'Ottocento, sul massiccio sono stati costruiti numerosi rifugi alpini e sono stati aperti sentieri, vie ferrate e piste da sci.

### Rifugi

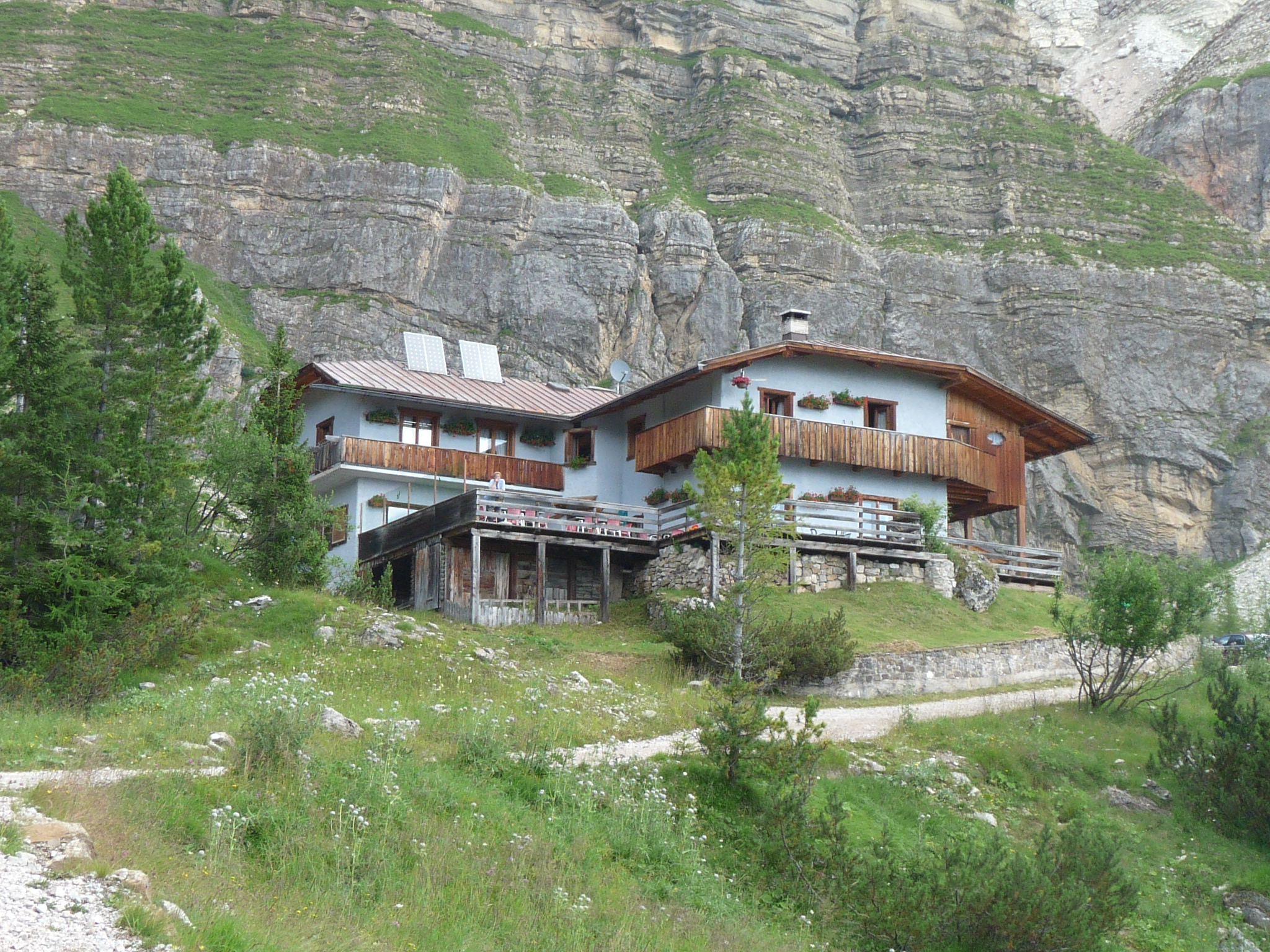
Rifugio Angelo Dibona

Cinque sono i principali rifugi presenti nell'area delle Tofane, in cui i turisti estivi e invernali possono trovare vitto e alloggio:
- il rifugio Angelo Dibona (2.083 m s.l.m.), a gestione familiare, situato in Vallon di Tofana e raggiungibile sia in automobile, tramite la SS 48, sia a piedi, attraverso il sentiero 421 o in alternativa dalla località Pocòl. È base di partenza e snodo per i sentieri del massiccio e per le ferrate della Tofana di Rozes;[5]
- il Rifugio Giussani (2.580 m s.l.m.), proprietà della sezione CAI di Cortina, situato in Forcella Fontananegra, è raggiungibile dal Rif. Dibona attraverso ghiaioni per il sentiero 403, ed è punto di partenza e arrivo per la via di salita normale alla Tofana di Rozes;[5]
- il rifugio Duca d'Aosta (2.098 m s.l.m.), a conduzione privata, aperto per tutto il periodo estivo e in stagione sciistica. È raggiungibile con autoveicolo per la SS 48, in seggiovia per mezzo dell'impianto Pietofana e a piedi per il sentiero da Piè Tofana o per strada sterrata da Pocol;[5]
- il rifugio Pomedes (2.303 m s.l.m.), a conduzione familiare, posto all'altezza della Punta Anna. È aperto in estate e durante la stagione sciistica, raggiungibile a piedi dal Rif. Duca d'Aosta per il sentiero 420. Il rifugio è base di partenza per la ferrata Giuseppe Olivieri, e per la grande traversata del Sentiero Astaldi.[5]
- il rifugio Col Drusciè (1.778 m s.l.m.) che si trova all'arrivo del primo troncone di impianti della Freccia nel Cielo, raggiungibile sia a piedi che con la cabinovia offre piatti della tradizione italiana e ampezzana ed è luogo ideale per eventi come matrimoni, feste private e cene organizzate.
- il rifugio Capanna Ra Valles (2.245 m s.l.m.) situato a Ra Valles e punto di partenza per molte escursioni e ferrate. Aperto sia d'inverno che d'estate offre servizio di ristorazione e bar, oltre che essere una delle più alte pizzerie delle Dolomiti.

### Escursionismo
In estate, per chi ama l'escursionismo, le Tofane possono offrire una cospicua varietà di sentieri di tutte le difficoltà. Tra questi ricordiamo:
- il Giro del Col Rosà, itinerario ad anello con possibilità di visita alle cascate della gola di Fanes, di difficoltà media[6] e con dislivello di 400 m circa;
- il pittoresco Sentiero Astaldi, raggiungibile tramite il sentiero 403, è un itinerario attrezzato di media difficoltà,[6] con dislivello di 200 m;
- il giro Rif. Dibona - Rif. Giussani - Travenanzes, che scende lungo il versante occidentale del massiccio, classificato di media difficoltà ma piuttosto impegnativo per la sua lunghezza,[6] attraversa una delle zone più suggestive delle Tofane;
- il Piè Tofana - Cianderou, sentiero lungo i boschi del versante orientale, di difficoltà molto bassa,[6] è raggiungibile da Piè Tofana tramite i sentieri 409 - 410 fino al Lago Ghedina;
- infine, il sentiero Grotta di Tofana - Castelletto, itinerario storico di grande interesse, si snoda dal Rif. Dibona alla Tofana di Rozes, e presenta una valida occasione per visitare la cosiddetta galleria del "Castelletto", teatro di uno dei più celebri episodi della Grande Guerra in Ampezzo.

### Ascensioni
Tofana di Rozes:

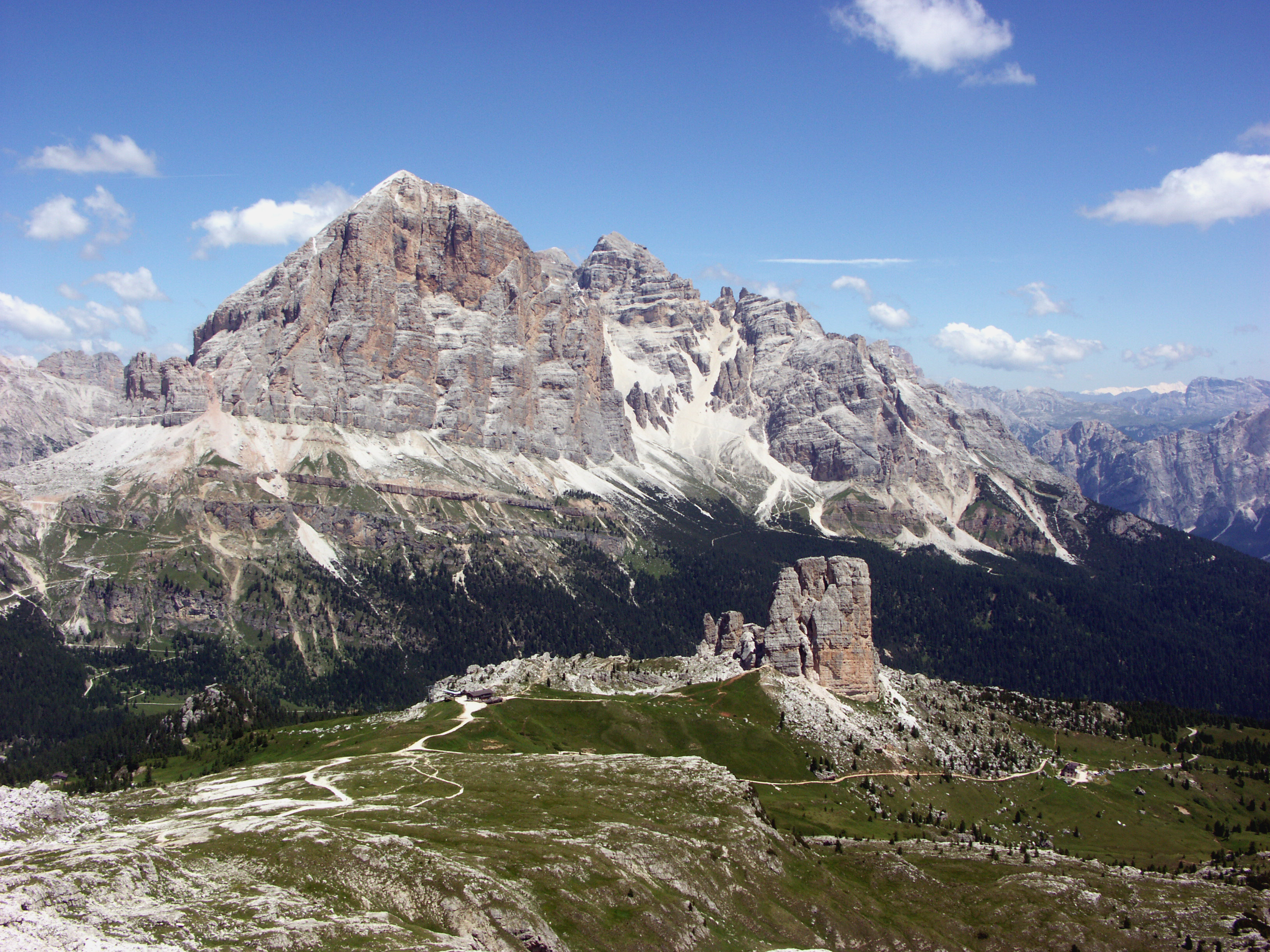
Le Tofane, con le Cinque Torri in primo piano.

- Via normale: la via di salita più facile e frequentata per raggiungere la cima (la più isolata delle tre) consta di un faticoso sentiero lungo i detritici pendii settentrionali che può presentare qualche difficoltà in caso il tratto di cresta sommitale sia innevato; sale dalla pietraia del Masarè dove ora sorge il rifugio Camillo Giussani, salibile in 2,30 h di difficoltà EE.
- Via ferrata Giovanni Lipella: una delle ferrate più famose e frequentate della conca di Cortina. Essa percorre le gallerie e le postazioni della Grande Guerra nel settore del Castelletto, compresa una galleria di 500 m che conduce alla camera di mina. Di qua la ferrata attraversa lunghe cenge e salti attrezzati fino al bordo della parete ovest donde poi prosegue fino alla vetta con un ultimo salto attrezzato. EEA
- Via Dimai: la grande classica della parete meridionale della Tofana, si snoda dapprima attraverso il canalone centrale fino all'anfiteatro poi prosegue verso sinistra per camini e cenge fino al pilastro che separa in due la parete e compie una lunga ed esposta traversata per uscire sulla cresta sommitale. 800 m, III, IV e IV+.
- Via della Tridentina: aperta da Walter Bonatti e P. Contini, questa via riscoperta e frequentata sale un grande pilastro giallo che divide in due la parete, a sinistra della via Dimai, seguendone lo spigolo per logica successione di fessure. 600 m, V+.

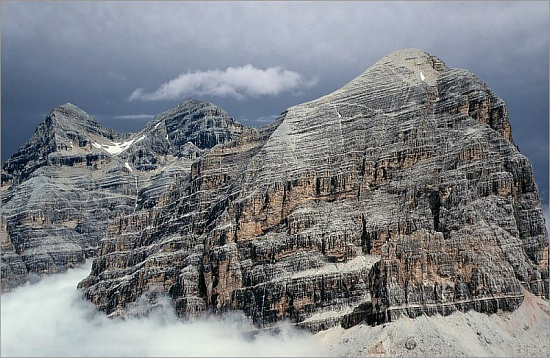
La Tofana di Rozes

- Via Stosser: un altro grande itinerario dell'epoca d'oro del VI grado, riscoperto e ripetuto che dall'anfiteatro sale diretto alla cima attraverso una successione di diedri ed infine un grande camino. 800 m, fino al V+.
- Via della Julia: itinerario che supera il grande spigolo a destra dell'anfiteatro uscendo nei pressi della vetta tramite una lunga traversata a destra per rampe oblique. 700 m, V e VI.
- Terzo Spigolo: sul lato destro della parete della Tofana si notano 3 grandi spigoli; quello centrale particolarmente massiccio è detto Pilastro di Rozes. Questo itinerario sale quello di sinistra dei tre spigoli ed è il meno frequentato e famoso. 600 m, IV e V.
- Secondo Spigolo: è quello che sale al Pilastro di Rozes ed è un'altra via classica alla Tofana. 500 m, V, VI e A1.
- Costantini-Apollonio: è la prima via aperta sul Pilastro di Rozes ed anche la più famosa, più ripetuta e seconda classica alla Tofana insieme alla Dimai. Quest'itinerario supera al centro la parete del pilastro tramite una lunga e regolare fessura in mezzo agli strapiombi. È una delle vie più famose delle Dolomiti. 500 m, V+ e A2.
- Via Paolo VI: si tratta di una grandiosa direttissima aperta dagli Scoiattoli di Cortina che supera i grandi strapiombi a destra della Costantini-Apollonio, estremamente difficile. 500 m, VI+ e A2.
- Primo Spigolo: è quello a destra dei tre ed anche il più piccolo ma assai ripetuto e divenuto itinerario classico delle Dolomiti. 400 m, IV e V.
- Via Lele Vedani: itinerario diretto e spettacolare che vince direttamente i grandi tetti al centro della parete del Primo Spigolo, poco a destra di questo. 400 m, VI e A2.
- Molti altri itinerari sia classici, tra cui Centenario Alpini '72, Ey de Net, Tissi ed altri, sia sportivi, sono stati tracciati sulla grande parete raggiungendo grandi difficoltà (7c).

Tofana di Mezzo:
- Via normale: la cima è facilmente raggiungibile in pochi minuti dalla stazione a monte della funivia che sale da Cortina. La vecchia via normale sale dal rifugio Giussani attraverso la forcella del Valòn, percorre una cengia esposta fino al ex ghiacciaio della Tofana e da qui per cresta attrezzata in vetta.
- Ferrata Olivieri: trattasi di una delle ferrate più difficili e faticose delle Dolomiti, che sale direttamente la lunga cresta che dal Masarè arriva in cima alla Tofana passando per Punta Anna e l'arco naturale Bus de Tofana. EEA.
- Via Dibona: è l'unica via ripercorsa con una certa frequenza a questa cima, tipica direttissima degli anni '60 aperta con grande utilizzo di chiodi normali ed a pressione da Ivano Dibona nel centro della parete che sovrasta il rifugio Ra Valles, seconda intermedia della funivia. 400 m, VI+ e A2.
- Altri itinerari sia classici che sportivi, sono stati tracciati sulle pareti della Tofana di Mezzo, ma sono meno conosciuti rispetto a quelli della vicina Tofana di Rozes.

Tofana di Dentro:

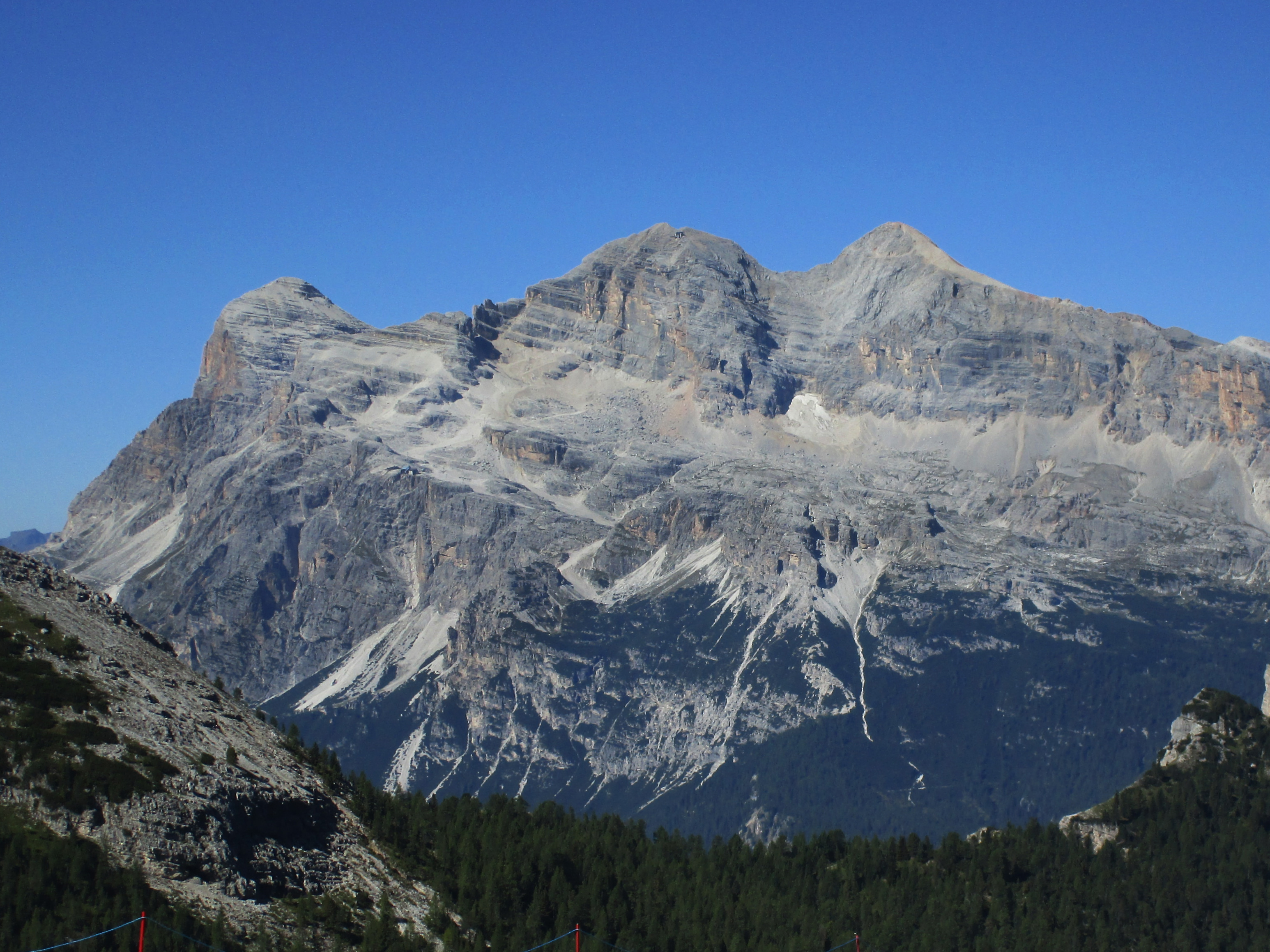
Le Tofane viste da est.

- Via normale: la vecchia via normale  è ormai percorsa di rado; quella attuale parte dalla stazione a monte della funivia e percorre la cresta di collegamento attrezzata con cavi metallici, attraverso le postazioni della Grande Guerra. EEA
- Cresta nord-est: è talvolta percorsa come proseguimento della via normale per scendere fino ai ghiaioni del rifugio Ra Valles sempre attraverso resti del conflitto. EE

### Alpinismo
La prima ascensione assoluta sul gruppo delle Tofane fu compiuta dall'austriaco Paul Grohmann e dall'ampezzano Francesco Lacedelli, che conquistarono la vetta della Tofana di Mezzo il 29 agosto 1863. La cima della Tofana di Rozes fu raggiunta esattamente un anno dopo, il 29 agosto 1864, dai due alpinisti suddetti e dai compagni di scalata Santo Siorpaes e Angelo Dimai, entrambi ampezzani. Infine, la Tofana de Inze fu conquistata il 27 agosto del 1865 sempre da Paul Grohmann accompagnato da Angelo Dimai. Dopo la conquista delle vette principali si passò alle pareti: la gigantesca parete sud-est della Tofana di Rozes fu conquistata nel 1901 dalle baronesse Ilona e Rolanda von Eötvös con le guide Angelo Dimai, Giovanni Siorpaes e A. Verzi. Questo itinerario sale dapprima nel grande canalone fino all'anfiteatro, poi per cenge e camini sale la parete sinistra dello stesso anfiteatro fino allo spigolo con la parete sud, dove compie una lunga ed esposta traversata per poi terminare in vetta. Questa via è tuttora considerata una classica delle Dolomiti.

## Storia

Una postazione italiana sulla Tofana de Inze, settembre 1917.

Come gran parte delle cime cadorine e altoatesine, le Tofane furono teatro di cruenti scontri armati tra truppe italiane e austro-ungariche durante il corso della prima guerra mondiale. Nel 1915, all'entrata in guerra dell'Italia, il fronte meridionale austriaco si trovava completamente sguarnito, e per questo i comandi militari asburgici decisero di abbandonare Ampezzo per trincerarsi in posizioni strategiche meglio difendibili. Lo Stato Maggiore austro-ungarico, conscio dell'insufficienza di uomini e difese, si era già rassegnato alla perdita del Sud Tirolo.
L'ala sinistra della 4ª armata italiana, risalito il Cadore e occupata Cortina d'Ampezzo (29 maggio 1915), cominciò ad assediare le roccaforti nemiche sui versanti meridionale e orientale delle Tofane, fino ad impadronirsi, il 7 luglio, di Cima Bois e Forcella Bois. Il 15 luglio, giunta l'artiglieria pesante, gli italiani cominciarono a bombardare le linee di difesa austriache (Landro, Prato Piazza-Plätzwiese e Valparola); il 20 dello stesso mese, perse la vita sul massiccio il generale Antonio Cantore, comandante della 2ª divisione italiana, freddato dal fuoco nemico durante un giro di ricognizione.
Dopo un lungo periodo di stallo, con continui bombardamenti e numerosi morti e feriti da entrambi gli schieramenti, un commando di volontari feltrini, guidati dal tenente Dazio De Faveri, riuscì ad impossessarsi della vetta della Tofana di Rozes. Tuttavia, tra quest'ultima e la Cima Bois resisteva ancora il cosiddetto "Castelletto", un torrione roccioso a cavaliere della Val Costeana e della Val Travenanzes, del tutto inaccessibile dal basso, che rimase in mano austriaca fino all'11 luglio 1916, quando gli italiani lo fecero saltare con una potente mina da 35 tonnellate di esplosivo: in quell'occasione perirono circa 150 soldati ungheresi e austriaci. Ma il fronte non avanzò.
Tra il luglio e il settembre del '16, i militari del regio esercito italiano continuarono gradualmente l'avanzata sul massiccio, respingendo gli asburgici sulla linea Lagazuoi-Furcia Rossa e rafforzando l'invasione della Val Travenanzes sul versante occidentale, conquistando il cosiddetto "masaré" tra le Tofane di Rozes e di Mezzo, e raggiungendo i 2.886 m s.l.m. della Tofana de Inze. Il fronte sul massiccio rimase in stallo fino al novembre del 1917, quando, a seguito della disfatta di Caporetto, i soldati italiani combattenti in tutto l'Ampezzo furono richiamati d'urgenza a sud e costretti ad abbandonare le proprie posizioni, per creare un nuovo fronte sul fiume Piave, sul quale l'esercito austro-ungarico avrebbe trovato l'anno successivo la sconfitta totale e definitiva (Battaglia di Vittorio Veneto, 24 ottobre - 3 novembre 1918).